# Asstorpasjön
Asstorpasjön är en sjö i Vara kommun i Västergötland och ingår i Göta älvs huvudavrinningsområde. Sjön har fått sitt namn från den närbelägna gården Asstorp.

## Galleri

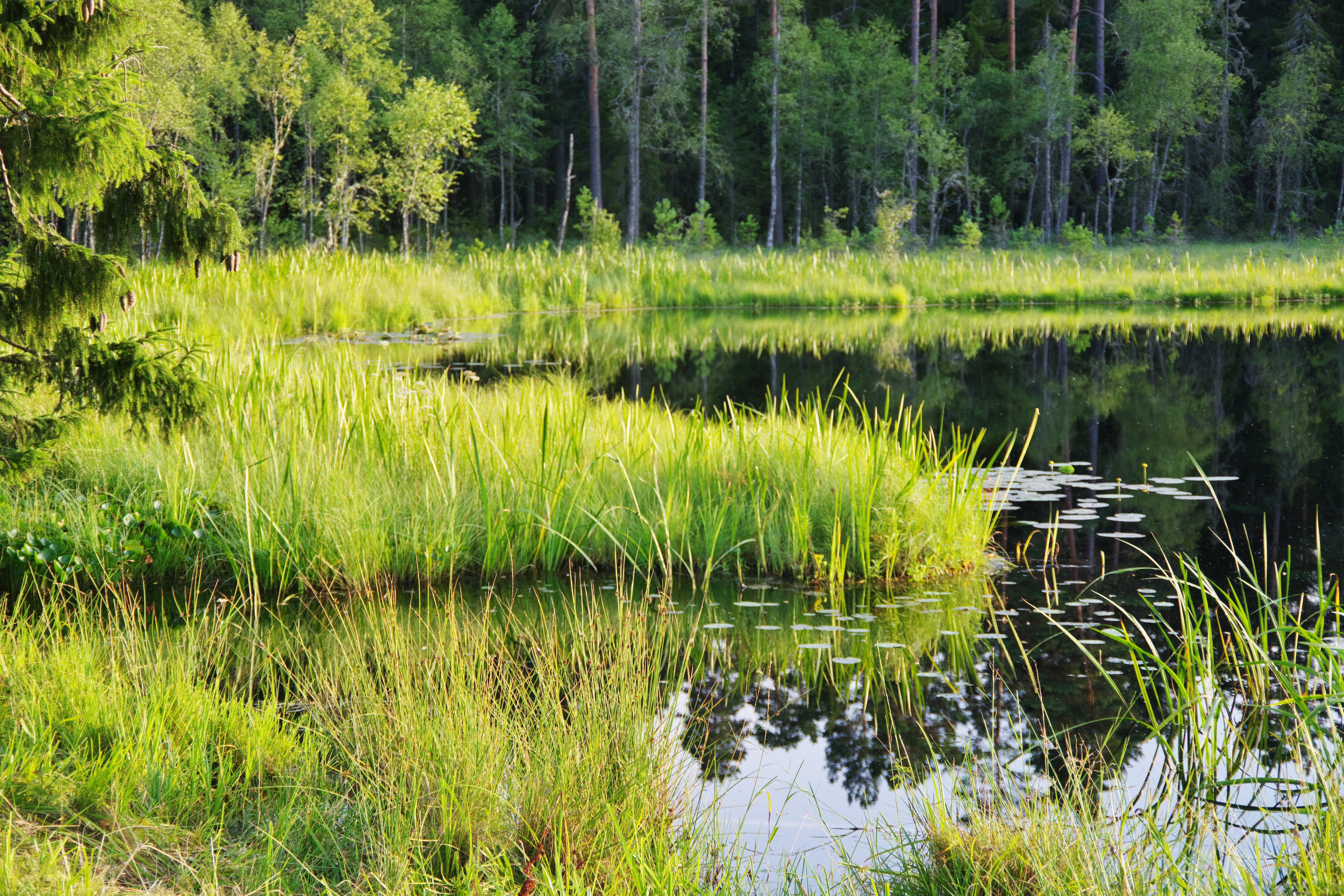
Närbild av södra stranden.